# 로버트 클라이브
로버트 클라이브(영어: Robert Clive, 1725년 9월 29일 ~ 1774년 11월 22일)는 영국령 인도의 토대를 마련한 영국의 군인, 정치가, 귀족이었다. 18세에 동인도 회사의 사원으로 마드라스에 건너갔다. 이 무렵 인도에서는 영국과 프랑스가 세력 확보를 위해 서로 다투었는데, 1757년 플라시 전투에서 프랑스를 무찌르고 영국의 지배권을 확립하였다.

## 생애
1725년 잉글랜드 슈롭셔의 명문가에서 태어났다. 어려서부터 모험을 좋아해서, 학업 성적이 나쁜 학교를 전전했다. 1743년 18세에 영국 동인도 회사의 최하급의 비서로 입사해 이듬해 마드라스에 다녀왔다. 그 해, 우연히 마드라스가 프랑스군에게 점령(마드라스 전투) 포로가 되었지만, 탈출에 성공하여 1747년 영국군 장교로 임명된다. 군인으로서 인도의 패권을 목표로 프랑스 동인도 회사와 싸웠고, 1751년에는 마드라스 서쪽의 프랑스 군 요새 아르콧을 점령했다. 1753년 귀국하여 영웅으로 환영을 받았다.
1756년 세인트 데이비드 요새의 주지사로 다시 인도로 갔다. 하지만 그해 프랑스와 동맹을 맺은 벵골 태수가 캘커타를 탈취했다. 그리하여 클라이브는 1757년 영국 병사 600명과 세포이(인도 용병) 800명, 수병 500명을 이끌고, 34,000명의 병력을 가진 벵골 태수군을 플라시 전투에서 이겼다. 이 승리로 벵골에서의 영국의 패권을 확립한다. 1760년 다시 귀국해 하원 의원이 되었고, 1764년에는 기사로 서임되어 작위를 받았다.
1765년에는 벵골 주지사로 다시 인도로 가서 무굴 제국 황제로부터 영국의 벵골 지배를 공인받는 칙서를 받는다. 이에 따라 영국령 인도의 기초가 완성되었다. 그러나 1767년 귀국을 해서 인도에서 사적인 재산을 착복했다는 혐의로 의회에서 탄핵을 받았다. 1773년 마침내 무죄의 결정을 받지만 상당한 굴욕을 받았다. 건강이 악화된 데다가 아편에도 중독되어 1774년에 런던의 집에서 자살했다.

## 같이 보기
- 플라시 전투